# ユー・アー・ヒア
ユー・アー・ヒア（You Are Here）は1973年に発表されたジョン・レノンの個人名議第3弾アルバム『マインド・ゲームス』に収録された曲。
この曲は直訳すると「君はここにいる」（案内図などで「現在地」を示す）。歌詞の冒頭「リバプールから東京まで…なんと長い距離だ／お互い離れた土地の男女にすべての方向から風よ吹け」でわかるようにジョンと妻オノ・ヨーコの永遠の愛を歌った曲である。
この曲が収録されたアルバムが発売された頃はジョンとヨーコの別居期間、通称「失われた週末」がスタートしているが「あなたが何処にいようとあなたはここにいる」、「大洋を越えて3000マイル／陽いづる国から3000光年」、「東は東、西は西／いま二者は出会うべし／東は西…そして西は東／合して完璧たれ」といった歌詞のくだりには必ず終わるという希望が込められていた。事実ジョンとヨーコは1年後に再会している。
この曲はジョンとヨーコの愛に終わりはないと予言していた曲でもあるわけだ。